# Űrkutatás-oktatás
Az űrkutatás-oktatás az űrkutatás eredményeivel és technikai feltételeivel foglalkozó oktatási téma. Témája a nevében van: fölkészülés az űrkutatás és az űrtudományok művelésére, valamint arra is, hogy az űrkutatást szolgáló iparágakban nyerjenek tájékozottságot a diákok és az egyetemi hallgatók.

## Történet
Hazánkban az űrkutatás oktatása részben az amatőrcsillagászati mozgalomból nőtt ki, melyben a legfontosabb közösségformáló kezdeményezéseket Kulin György tette. A felsőoktatásban az űrkutatási témák oktatása először a csillagász képzéshez kapcsolódott. Az ELTE TTK-n 1966-ban indult a csillagász képzés és az első diplomákat 1968-ban osztották ki és 1975-ben már a planetológia oktatása is megindult (Bérczi Szaniszló planetológia, 1975, Almár Iván kozmikus geodézia, 1979, csillagászat a légkörön túlról, 1982).  Csillagászati tárgyak oktatása azonban korábban is folyt, a csillagászatnak az ELTE-n nagy hagyományai vannak
- 1755-1770: Obszervatórium
- 1770-1852: Csillagvizsgáló és  Csillagászati Tanszék
- 1852-1870: Csillagászati Tanszék
- 1870-1904: Matematikai Földrajzi és Csillagászati Tanszék
- 1904-1911: Kozmográfiai Tanszék
- 1911-1913: Kozmográfiai Intézet
- 1913-1934: Kozmográfiai és Geofizikai Intézet
- 1934-1943: Csillagvizsgáló
- 1943-: Csillagászati Tanszék

Már 1755-ben a nagyszombati egyetem épületében működött csillagvizsgáló obszervatórium. 1870-ben alakult meg a Mennyiségtani Földrajzi és Csillagászati Tanszék. 1934-ben vált önállóvá a Csillagászati Tanszék, mely azóta is ellátja a csillagászat egyetemi oktatását, és amely 1966-tól a csillagász szakért is felelős tanszék.

## Űrkutatás-oktatási területek
Már Magyarországon is számos olyan területet művelnek oktatók s kutatók, amelyeknek döntő része űrkutatás oktatás. Ezekből tekintünk át most néhányat:

## Középiskola
Űrkutatás ill. planetológia a földrajz és a fizika tárgyakon belül jelenik meg a NAT-ban. 

## Felsőoktatás

### Planetológia
Planetológia oktatásával az ELTE TTK Általános Fizika Tanszék és Természetföldrajzi Tanszéken, a SZTE Fizikus Tanszékcsoportban, a Pécsi Tudományegyetem Csillagászati Külső Tanszékén (Baja) és a  Debreceni Egyetem Ásványtani és Földtani Tanszékén foglalkoznak. 

#### Kozmikus anyagok vizsgálata
A kozmikus anyagok vizsgálatának lehetőségét a mintegy 200 éve kiformálódott meteoritika tudományága indította el. Vizsgálati tárgyai azok a kőzetek voltak, amelyek meteoritként a világűrből a Földre hullottak. Ma már ezek módszeres gyűjtése is folyik és ezek vizsgálata képezi az űrkutatás oktatás egyik szálát.
Az 1969 és 1972 közötti öt év alatti hat Apollo-expedíción sikeres begyűjtött kőzetminták az első tudatosan gyűjtött naprendszerbeli anyagkészletek. Ezekből a NASA oktatási anyagokat is készített. Ezek a holdkőzetek képezik a kozmikus anyagvizsgálatok másik szálát.

#### Bolygótestek térképezése
A bolygókat fényképező űrszondák lehetővé teszik azt, hogy megismerjük a Naprendszer égitestjeit. Az ilyen földtudományi szemléletű munka is számos ponton elindítható az űrkutatás oktatásban. Egy ilyen sorozatban már a Holdról, a Marsról, a Merkúrról, a Vénuszról, valamint a Phobosról és a Deimosról is készült térkép.

#### Kis atlasz a Naprendszerről
Az űrkutatás oktatás munkáját egy füzetsorozat is támogatja, melyet az ELTE TTK Fizika Intézetében működő Kozmikus Anyagokat Vizsgáló Űrkutató Csoport készített.
A sorozatban eddig 12 atlasz jelent meg.
- Az első a holdkőzetek, meteoritok anyagvizsgálataiba nyújt betekintést.
- A második kis atlasza hozza a legmeglepőbb témát: hogyan készítettük el a Hunveyor egyetemi kísérleti gyakorló űrszondát. Az atlasz címe: Planetáris felszínek vizsgálata a SURVEYOR alapján megépített HUNVEYOR kísérleti gyakorló űrszondával.
- A harmadik kis atlaszban, a Bolygótestek atlasza című munkánkban a Naprendszer nagyobb égitestjeinek űrszondákról megfigyelhető felszínét tanulmányozzuk.
- A negyedikben, a Bolygólégkörök atlaszában a Naprendszer légkörrel rendelkező égitestjeit tanulmányozzuk.
- Ötödik atlaszunk címe: Űrkutatás és geometria.
- A hatodik kis atlasz a Bolygófelszíni mikrokörnyezetek atlasza. A Holdra, a Marsra, a Vénuszra (sőt azóta már a Titánra is) érkezett robotok: sziklasivatagokat találtak ott. A helyben maradt űrszondák szemével (kamerájával) látunk, kinyújtott karjával (robotkar) mérünk és talajt vizsgálunk. A fedélzeti műszerekkel a valódi űrszondák mérik a környezet jellemzőit, itt mi kémiai, meteorológiai, elektrosztatikai mérések elvét és fölépítését ismerhetjük meg.
- A hetedik kis atlasz a Bolygófelszíni barangolásokról szól.
- A nyolcadik kis atlasz címe: Űrkutatás és kémia, melyben mind a négy halmazállapot kémiájának világában kirándulást teszünk, de a földi kémiát (planetáris) összehasonlító kémiává tesszük. (Elsősorban a Mars bolygót vizsgáljuk.)
- A kilencedik kis atlasz címe: Planetáris kutatások analógiákkal és szimulációkkal, melyben anyagok, tájformák, folyamatok és más jelenségek földi analógiáit állítjuk párba a bolygókon, főleg a Marson és a Holdon megismert jelenségvilággal. A szimulációs kísérletekre a Hunveyor-Husar gyakorló űrszonda modell rendszer iskolarobotjaival kerül sor.
- A tizedik kis atlasz címe: Fejlesztések a HUNVEYOR-HUSAR űrszonda modelleken. Bemutatjuk az új Hunveyor építések főbb blokkjait, vázát, elektronikai rendszerét, és sok érdekes, az előzőeken nem lévő kísérleti berendezést, valamint a Husar robotokon épített megoldásokat. Új nézőpontból is bemutatjuk a Hunveyor-Husar modellek használatát a különféle oktatási területeken is, az égitestek felszínét tanulmányozó földi analóg terepeken (például Mars-analóg tájakon).
- A tizenegyedik kis atlasz címe: Kőzetszövetek a Naprendszerben. A kondritos kis bolygó, a Hold és a Mars kőzettestjeiből mutat be mintákat a földre érkezett meteoritek formájában és a NASA holdkőzetek formájában.
- A tizenkettedik kis atlasz címe: Űrkutatás és technológia, melyben anyagok áramlásait foglaljuk össze technológiákban, emberben, lakóházban és űrállomáson.
- A tizenharmadik kis atlasz egy enciklopédia: Becsapódások címmel.

### Űrtechnológiák
Űrtechnológiákkal az ELTE TTK-n, a Miskolci Egyetem Anyagtudományi Intézetében, a  JPTE (PTE) TTK Informatika és Általános Technika Tanszéken, technika tanári szakon, a Berzsenyi Dániel Főiskola, TTK, Technika Tanszék, technika tanári szakon, a Budapesti Műszaki Főiskola, székesfehérvári Kandó Kálmán Villamosmérnöki Kar, Számítógéptechnikai Intézetben foglalkoznak.

#### Űrszonda modellek építése
Az oktatás része a technológiák megismerése felől is megindult. Kísérleti gyakorló űrszonda modelleket építenek egyetemisták, középiskolások. Ezek egyike az ELTE TTK-n kifejlesztett Hunveyor, a másik ilyen egység a Husar-rover, kisautó. A modellek építését a Mathematica programmal végzett demonstrációkkal is segíthetjük.

#### Vizsgálatok az űrkemencével
Az Űrkemence a Miskolci Egyetem Anyagtudományi Intézetének a fejlesztése.

### Űrfizika
Az űrfizika olyan területet foglal magába, mint az űrszonda műszerek építése, tesztelése, magnetoszféra-vizsgálatok, parancs- és adatkezelő alrendszer földi ellenőrző egységek stb.  
Űrfizikával az ELTE TTK Geofizika Tanszék Űrkutató Csoport foglalkozik.  

### Űrbiológia – űrélettan
Az űrbiológia magában foglalja a sugárzások hatásainak vizsgálatát, a súlytalanság ill. mikrogravitáció hatásait, a világűrben izoláltan töltött idő pszichológiai hatásait. Űrbiológiával a Szent-Györgyi Albert Orvostudományi Egyetem Biokémiai Intézet, Szegeden, a Semmelweis  Egyetem 1.sz. Anatómiai Intézet Szenzomotoros Adaptációs Laboban, a Semmelweis Egyetem, Biofizikai és Sugárbiológiai Intézet, MTA-SE Biofizikai Kutatócsoportban és a Szegedi Tudományegyetem ÁLtalános Orvostudományi Kar Repülő- és Űrorvostani Tanszékén foglalkoznak.  

### Űrtávközlés
Űrtávközléssel a BME Űrkutató Csoport Szélessávú Hírközlõ Rendszerek Tanszék foglalkozik. 

## Űrkutatás oktatása a hazai egyetemeken
Az ELTE TTK-n
- Planetológia (Földtudomány) [5]
- Planetológia (Csillagászoknak)[6]
- Bolygófelszíntan[7]
- Bolygótérképészet (PhD)[8]
- Az űrtan alapjai (geofizikusoknak)

Budapesti Műszaki és Gazdaságtudományi Egyetem (szabadon választható tantárgyak):
- Űrdinamika[9]
- Űrkutatás és gyakorlati alkalmazásai[10]
- Űrtechnológia[11]
- Űrtechnológia labor[12]
- Űrtechnológia a gyakorlatban[13]

Óbudai Egyetem (szabadon választható tantárgy): 
- Űrkutatás[14]

## Korábbi egyetemi kurzusok
Űrtan és csillagászat tárgykörébe tartozó tanegységek az ország egyetemein és főiskoláin ABC rendben, a doktori programokon meghirdetett kurzusok nélkül
1. A csillagászat története– csillagász, ELTE, csillagász, SZTE, bármely szak, SZTE
2. A Nap és a csillagok fizikája – fizikus-fizika tanár, DE ,
3. A nemzetközi légijog és világűrjog alapjai Pázmány Péter Katolikus Egyetem, Nemzetközi Jogi Intézet
4. Általános csillagászat-csillagász, SZTE,
5. Általános relativitáselmélet bármely szak, SZTE
6. Asztrofizika – fizikus-fizika tanár, DE, csillagász, ELTE, csillagász, SZTE,
7. Asztrofizika űreszközökkel – fizikus-fizika tanár, DE,
8. Az asztrofizika megfigyelési módszerei– fizikus, asztrofizika szakirány, ELTE
9. Asztrofotográfia– csillagász, ELTE,
10. Az űrtan alapjai  – geofizikus, ELTE,
11. Bevezetés a csillagászatba – csillagász, ELTE  //  csillagász, SZTE // fizikus-fizika tanár, DE // bármely szak, SZTE
12. Bevezetés az űrfizikába – fizikus-fizika tanár, DE,
13. Bioasztronómia – csillagász ELTE
14. Csill. műszertechnika- csillagász, ELTE, -csillagász, SZTE,
15. Csill. spektroszkópia– csillagász, ELTE,
16. Csillagászat fizikus, SZTE, fizika tanár, SZTE,
17. Csillagászati földrajz– geográfus, földrajz tanár, ELTE // geográfus, földrajz tanár, SZTE //  földrajz tanár SZTE Juhász Gyula Tanárképző Főiskolai Kar // földrajz tanár, Eszterházy Károly Főiskola
18. Csillagászati labor -csillagász, SZTE,
19. Csillagászati megfigyelések, – csillagász, SZTE
20. Csillagászati mitológia bármely szak, JPTE (PTE)
21. Csillaglégkörök, Csillagszínképek – fizikus, asztrofizika szakirány, ELTE
22. A csillagközi anyag fizikája – fizikus, asztrofizika szakirány, ELTE
23. A csillagok szerkezete és fejlõdése  – fizikus, asztrofizika szakirány, ELTE
24. Égi mechanika– csillagász, ELTE, -csillagász, SZTE,
25. Élet az Univerzumban bármely szak, SZTE
26. Észlelő csillagászat (planetológia) – csillagász, ELTE
27. Extragalaktikus Asztrofizika I-II – fizikus, asztrofizika szakirány, ELTE
28. Fantázia és valóság bármely szak, SZTE
29. Galaktikus csillagászat– csillagász, ELTE, -csillagász, SZTE,
30. Holdkőzetek, meteoritek – geográfus, földrajz tanár, geológus, ELTE
31. Hullámterjedés – műszaki informatika, villamosmérnök, BME,
32. Informatika a csillagászatban – csillagász, SZTE,
33. Kozmikus fizika– csillagász, ELTE,
34. Kozmológia– csillagász, ELTE, csillagász, SZTE, fizikus, asztrofizika szakirány, ELTE
35. Mikrohullámú mérõrendszerek BME MHT
36. Műholdak telemetria rendszerének specifikálása, a telemetria adatok vétele és feldolgozása. BME MHT
37. Műholdfedélzeti energia ellátó rendszerek. BME MHT
38. Műholdmeteorológia – meteorológus, ELTE
39. Napelemes műholdfedélzeti energia ellátó rendszerek üzemmódjai. BME MHT
40. Nap-Föld relációk – geofizikus, ELTE,
41. A Naprendszer fizikája – fizikus, asztrofizika szakirány, ELTE
42. Nagyenergiás asztrofizika– fizikus, asztrofizika szakirány, ELTE
43. Net-Lander fedélzeti számítógép szimulátor.   BME MHT
44. Nukleáris- és részecske-asztrofizika – fizikus, asztrofizika szakirány, ELTE
45. Obszervációs csillagászat– csillagász, ELTE,
46. Összehasonlító planetológia – csillagász, ELTE
47. Planetológia – geográfus, földrajz tanár, bármely TTK szak ill. geológus ELTE (2 féléves: általános és regionális) // földrajz PTE (JPTE) // földrajz tanár, Eszterházy Károly Főiskola // Környezetmérnök, Soproni Egyetem MTA Geodéziai és Geofizikai Kutatóintézetbe kihelyezett Földtudományi Intézete // geográfus, földrajz tanár, SZTE,
48. Plazma-asztrofizika – fizikus-fizika tanár, DE,
49. Rosetta-Lander telemetria dekódoló szoftver. BME MHT
50. Satellite and Mobile Communications  BME MHT
51. Satellite Broadcasting, BME MHT
52. Távérzékelés  – építőmérnök, BME //  geográfus, földrajz tanár, ELTE
53. Újdonságok a csillagászatban bármely szak, SZTE
54. Űranyagtechnológiák – technika tanár, PTE,
55. Űrkutatás – geofizikus, ELTE,
56. Űrkutatás és Gyakorlati alkalmazásai – híradástechnika, BME

## Űrkutatás oktatás a nemzetközi űrtáborban
A nemzetközi űrtábort az Egyesült Államokban, Huntsville-ben, Alabama államban rendezik meg évente augusztus első hetében (Űrtábor, Huntsville, Alabama). Az igen rangos intézmény a NASA Marshall Space Flight Centere mellett található. Múzeumában mintegy 1500 űreszközt helyeztek el. A kiállítási tárgyak jelentős részét ténylegesen ki is lehet próbálni.
Ide hívnak meg minden évben 1992 óta Magyarországról egy 3 tagú csoportot (egy kísérőtanár és két középiskolás - egy fiú és egy leány) a Nemzetközi Űrtábor egy hetes programján való részvételre.

## Külső hivatkozások
- Űrkutatás oktatási lehetőségek
- A kis atlaszokról
- A Pécsi Egyetem Hunveyor-2 csoportjának honlapja
- A Soproni Széchenyi István Gimnázium Hunveyor-Husar-5 csoportjának 2009 évi közleménye az űrkutatás oktatásban végzett munkáiról
- A Hungaroszféra Husar-11 néven szerepelt a 40. Lunar and Planetary Science konferencián, Houstonban